# Vakcína Sanofi–GlaxoSmithKline proti covidu-19
Vakcína Sanofi–GlaxoSmithKline proti covidu-19 francouzské firmy Sanofi Pasteur a britské nadnárodní korporace GlaxoSmithKline (GSK) s pracovním názvem (kódovým označením) VAT00002 je kandidátní vakcínou proti onemocnění covid-19. Využívá technologii založenou na rekombinantních proteinech od Sanofi.
V červenci 2020 vláda Spojeného království podepsala smlouvu na 60 milionů dávek vakcíny na covid-19 vyvinutých společnostmi GSK a Sanofi.
Na základě předběžné dohody o nákupu mezi EU a Sanofi–GSK (smlouva ze 18. září 2020), mohou členské státy EU pořídit až 300 milionů dávek očkovací látky ve chvíli, kdy se prokáže bezpečnost a účinnost vakcíny.
Společnost rovněž souhlasila s dohodou se Spojenými státy o produkci 100 milionů dávek vakcíny ve výši 2,1 miliardy USD. Podle zpráv CNBC v rámci 2,1 miliardového vládního obchodu USA jde více než 750 milionů na podporu Sanofi–GSK při vývoji vakcín a klinických studiích.

## Klinický výzkum

### Fáze I
Ve srovnání s konkurencí Sanofi plánovala zahájit klinické testování Fáze 1 až v září 2020 a schválení pro nouzové použití očekává v první polovině roku 2021.
Klinické studie byly odloženy v prosinci 2020 poté, co vakcína nevyvolala dostatečnou imunitní odpověď u lidí nad 50 let, pravděpodobně kvůli nedostatečné koncentraci antigenu ve vakcíně.
Z tohoto důvodu byl v srpnu 2020 předpoklad, že dojde k uvedení vakcíny až ke konci roku 2021.